# Haidhäuser (Dötlingen)
Haidhäuser ist ein Ortsteil der Gemeinde (Deutschland) Dötlingen im niedersächsischen Landkreis Oldenburg im Naturpark Wildeshauser Geest.
Der etwa acht Kilometer nordöstlich vom Ortskern Dötlingens gelegene Ortsteil hat 32 Einwohner (Stand: 1. August 2022) und gehört zur Bauerschaft Brettorf.
2016 wurde in Haidhäuser der Bürgerwindpark Dötlingen, bestehend aus 12 Windenergieanlagen mit einer Gesamtleistung von 39,6 Megawatt, errichtet.